# Đức Hùng
Đức Hùng (sinh ngày 4 tháng 10 năm 1968) là một Nhà thiết kế thời trang, nghệ sĩ sân khấu múa rối nước, diễn viên, nghệ sĩ ưu tú người Việt Nam. Ông hiện giữ chức Phó Giám đốc Nhà hát Múa rối Thăng Long.
Ông bắt đầu được tiếp xúc với nghệ thuật từ năm 9 tuổi. Sau khi bén duyên với nghệ thuật múa rối, Đức Hùng tốt nghiệp bộ môn nghệ thuật này vào năm 1986 và sau đó được phân về Đoàn múa rối Hà Nội. Tuy vậy, Đức Hùng bị cho tạm nghỉ. Giữa lúc bị nhà hát cho nghỉ việc, ông đã có được niềm cảm hứng đến với công việc thiết kế thời trang và từ đó đến nay đã giành được thành công nhất định.
Với vai trò là nhà thiết kế thời trang, Đức Hùng được công chúng ghi nhận về tài năng thiết kế của mình. Một tờ báo đã nhận xét ông là nhà thiết kế hàng đầu của giới thời trang tại Việt Nam, đồng thời cho biết Đức Hùng luôn sáng tạo đổi mới nhưng không bị mất đi vẻ truyền thống và hình dáng nguyên bản của áo dài.

## Thân thế
Đức Hùng sinh ngày 4 tháng 10 năm 1968 trong một gia đình khá giả tại phố cổ Hà Nội. Ông là con trai út duy nhất với 5 người chị gái. Ban đầu, ông định theo ngành Y vì thích "tò mò, khám phá". Tuy vậy bố mẹ ông muốn hướng con trai duy nhất của mình tới ngành nghệ thuật vì lo sợ vất vả. Năm 9 tuổi, ông đi bộ hằng ngày đến sinh hoạt tại lớp kịch nói ở Cung Thiếu nhi Hà Nội và có được niềm đam mê nghệ thuật. Năm 16 tuổi, ông được chị gái cả đưa đi thi tuyển trường Nghệ thuật Hà Nội (nay là trường Cao đẳng Nghệ thuật Hà Nội). Trước đó, lớp năng khiếu kịch nói mà ông tham gia ở Cung Văn hoá thiếu nhi Hà Nội nằm bên cạnh lớp thanh nhạc của Thanh Lam, Hồng Nhung nhưng ông lại có niềm đam mê với múa rối.
Thời điểm này, múa rối tại Việt Nam còn rất sơ khai và chỉ là rối cạn. Khi nhiều học viên lớp kịch nói, cải lương đã có sự nghiệp nổi bật, lớp múa rối của Đức Hùng vẫn là môn học không thu được sự chú ý. Tuy bị nhiều người "chê", Đức Hùng vẫn quyết định với lựa chọn của mình. Càng học, ông càng tỏ ra đam mê bởi múa rối là môn nghệ thuật có tính ước lệ rất cao và cho diễn viên sáng tạo một cách thoải mái, hoá thân vào những con vật, nói lời thoại cho những nhân vật không phải là người. Tuy vậy, đôi lúc, Đức Hùng có cảm thấy "chạnh lòng" khi luôn đứng sau phông đen sân khấu, chỉ thể hiện bằng bàn tay, giọng nói mà không được khán giả biết mặt.

## Sự nghiệp

### Múa rối
Đức Hùng tốt nghiệp chuyên ngành múa rối năm 1986, sau đó ông được phân về Đoàn múa rối Hà Nội. Tuy vậy, 12 người trong đoàn chỉ được giữ lại 2 người, 10 người trong đó có Đức Hùng bị cho tạm nghỉ. Giữa lúc bị nhà hát cho nghỉ việc, Đức Hùng cho rằng cuộc đời nghệ thuật của ông đã chấm dứt. Ông đã ứng cử phát thanh viên và trúng tuyển nhưng không làm việc.
Năm 1993, nhà hát múa rối Thăng Long triệu tập diễn viên trở lại. 10 người từng bị cho nghỉ hầu hết đã ổn định công việc trong cuộc sống nên không muốn trở lại. Riêng Đức Hùng đã nổi tiếng vẫn háo hức được quay lại với múa rối. Năm 1994, nhà hát tham gia hội diễn, Đức Hùng nhận huy chương bạc đầu tiên với vai Thỏ trong vở "Thỏ và Rùa". Năm 1996, khi quá chuyên tâm vào nghệ thuật múa rối, Đức Hùng gần như lãng quên việc thiết kế thời trang. Ông đã phải gặp giám đốc nhà hát, xin nghỉ việc để cứu vãn thương hiệu. Vị giám đốc đã khuyên ông đừng bỏ cuộc sớm. Nhờ lời khuyên này, Đức Hùng đã cân bằng giữa hai niềm đam mê. Liên tiếp nhiều năm, Đức Hùng nhận được các huy chương vàng, bạc của các liên hoan múa rối trong và ngoài Việt Nam. Trong gần 30 năm theo nghề múa rối, anh đi diễn trên 30 nước, nhiều nước nhiều lần như Tây Ban Nha, Nhật Bản. Cũng trong năm đó, khi đi lưu diễn ở bên Mỹ, trước khi bước ra sân khấu, Đức Hùng đã khen một chiếc ổ khóa đẹp. Ngay sau đó, chiếc ổ khóa đó bị mất. Đức Hùng bị nghi ngờ và bị lục tung tất cả đồ đạc riêng tư. Sau đó, chiếc ổ khóa vô tình được tìm thấy ở một nơi khác do bị bỏ quên.
Năm 2012, Đức Hùng được nhà nước Việt Nam phong tặng danh hiệu nghệ sĩ ưu tú trong lĩnh vực nghệ thuật múa rối, qua đó ông là nhà thiết kế duy nhất của Việt Nam được phong danh hiệu nghệ sĩ ưu tú với những đóng góp cho ngành múa rối trên cương vị Trưởng đoàn phụ trách diễn viên của Nhà hát múa rối Thăng Long. Năm 2020, sau hơn 30 năm làm việc tại đây, ông được bổ nhiệm chức phó giám đốc nhà hát.

### Thiết kế thời trang
Những ngày ở nhà thất nghiệp ở nhà khi bị nghỉ việc tại nhà hát múa rối đã đem lại cho Đức Hùng niềm đam mê với thời trang. Đức Hùng bắt đầu gây được sự chú ý từ cuộc thi Hoa hậu Việt Nam 1992 khi thiết kế trang phục cho Vi Thị Đông, người đoạt giải Á hậu. Tiếp đến, hàng loạt Hoa hậu như Hà Kiều Anh, Thu Thủy, Thiên Nga đều lựa chọn trang phục do ông thiết kế, trong đó trang phục của Thiên Nga được sử dụng trong lễ đăng quang Hoa hậu Việt Nam năm 1996 được Đức Hùng sáng tạo dựa trên hình của thiên nga thực thụ.
Đêm chung kết Hoa hậu thế giới 2007 tại Tam Á, Trung Quốc vào tối thứ 7 ngày 1 tháng 12 năm 2007, thí sinh Minh Thu vẫn tỏ ra phân vân giữa chiếc áo dài màu vàng hoặc màu hồng cho trang phục của Đức Hùng thiết kế cho đêm chung kết. Kỷ niệm 36 năm ngày thiết lập quan hệ ngoại giao giữa Việt Nam và Nhật Bản, Đại sứ quán Việt Nam tại Nhật Bản đã phối hợp tổ chức Tháng Văn hóa Việt Nam tại Nhật Bản từ ngày 10 đến 20 tháng 9 năm 2009, trong đó có phần trình diễn bộ sưu tập 8 áo dài mang tên "Đất rồng thiêng" do Đức Hùng thiết kế. Cuộc thi Hoa hậu quốc tế năm 2009 diễn ra cũng tại Trung Quốc, đại diện Việt Nam là Trần Thị Quỳnh sẽ mặc áo dài để trình diễn 4 lần do Đức Hùng sáng tạo.
Trong khuôn khổ các hoạt động của ngày khai mạc đại lễ 1000 năm Thăng Long – Hà Nội, 1000 mẫu áo dài của hai nhà thiết kế Ngân An và Đức Hùng đã được giới thiệu tại hồ Gươm, diễn ra vào đêm ngày 1 tháng 10 trên cầu Thê Húc, đền Ngọc Sơn. Ông và nhà thiết kế Anh Thư mỗi người đảm nhiệm 500 bộ áo dài. Chương trình có có 200 người mẫu tham gia trình diễn, trong đó có 100 người mẫu chuyên nghiệp và 100 người mẫu không chuyên nhưng cũng được tuyển chọn kỹ càng. Đức Hùng cho biết bản thân đã dành ra 2 năm để thiết kế 500 bộ trang phục áo dài này. Đây là chương trình truyền hình trực tiếp trên VTV1 và được phát sóng trên nhiều nước toàn thế giới. Sau khi tham gia thiết kế 500 bộ áo dài trong dịp Đại lễ này, ông tiếp tục trở thành gương mặt thiết kế trang phục cho các ca sĩ của chương trình "Sao Mai điểm hẹn" và một vài cuộc thi lớn trong và ngoài Việt Nam.
Năm 2011, nghệ sĩ nhân dân Lê Khanh tuy nổi tiếng với vai trò diễn viên nhưng trong  vai trò là người mẫu, bà đã nhận lời mặc những bộ áo dài cách điệu đặc trưng của phụ nữ Hà Nội do Đức Hùng thiết kế. Tháng 9 năm 2012, 50 mẫu áo dài do Đức Hùng thiết kế bằng chất liệu tơ tằm mang nét văn hóa đồng bằng Bắc Bộ lấy ý tưởng từ chiếc áo tứ thân mớ ba, mớ bẩy của Quan họ Bắc Ninh đã được trình diễn tại Hoa Kỳ trong chương trình Festival Áo dài 2 tổ chức tại Nhà hát San Jose Center for the Performing Arts. Năm 2013, Đức Hùng đã "tiên phong" mặc các thiết kế đặc biệt của mình trong các sự kiện như chiếc áo dài voan đen và chiếc áo thêu rồng nổi. Trước đó không lâu, ông đã đích thân thiết kế 2 chiếc áo dài đỏ dành riêng cho ca sỹ Minh Quân và Mỹ Dung mặc tham gia chương trình "Táo quân" 2013.  Ngày 16 tháng 4 cùng năm, sau khi nhận lời mời từ tổ chức BoConcept New York City, Đức Hùng chuẩn bị bay tới Hoa Kỳ để tham dự một cuộc triển lãm tranh và trình diễn áo dài Việt Nam tại trung tâm thành phố New York. Ông được xem là nhà thiết kế áo dài đầu tiên được mời tham gia cuộc triển lãm tại New York. Trước đây, nhà thiết kế này đã từng nhận lời mời tham gia trình diễn áo dài tại các nước như Pháp, Nhật Bản, Nga…
Năm 2014, Đức Hùng đảm nhiệm phần thiết kế hình ảnh và đã chuẩn bị sẵn cho nữ ca sĩ Khánh Linh chiếc vương miện bằng đá phản sáng trong đêm chung kết  chương trình ca nhạc "Chinh phục đỉnh cao". Tháng 10 cùng năm, Đức Hùng cùng 4 nhà thiết kế áo dài nổi tiếng của Việt Nam thiết kế 250 bộ áo dài mang đặc trưng Hà Nội để trình diễn trong chương trình "Hương sắc Hà Nội" diễn ra tại Văn Miếu Quốc Tử Giám, là một trong những điểm cầu đáng chú ý nhất trong chuỗi sự kiện kỷ niệm 60 năm ngày Tiếp quản thủ đô Hà Nội 10 tháng 10. Năm 2015, Đức Hùng có chuyến lưu diễn tại các nước Châu Âu nhằm phục vụ Việt kiều tại Đức, Séc trong chương trình dạ tiệc thời trang đại nhạc hội "Tình yêu và Ký ức". Tháng 7 cùng năm, ông có kế hoạch khai trương dòng nội thất riêng do mình thiết kế với tư cách là một nhà thiết kế nội thất. Nhân dịp kỉ niệm 70 năm Quốc khánh Việt Nam, Đức Hùng tiếp tục cho ra mắt bộ sưu tập áo dài với chất liệu tơ tằm truyền thống Việt Nam. Bộ sưu tập này có 3 gam màu chủ đạo là trắng, hồng sen và xanh lá.
Tết nguyên đán năm 2016, đạo diễn Đỗ Thanh Hải đã giao Đức Hùng trách nhiệm thiết kế trang phục cho một số nhân vật trong chương trình "Táo Quân". Kể từ năm 2016, khi ngày 15 tháng 5 hàng năm được chọn làm "ngày áo dài" của tiểu bang California, Đức Hùng đã tham dự lễ hội này đồng thời trình diễn bộ sưu tập mang tên "Non thiêng" của mình. Đây là lần thứ 3 liên tiếp ôpng được mời tham gia Lễ hội Áo dài tại Hoa Kỳ. Tết Nguyên đán năm 2019, Đức Hùng ra mắt bộ sưu tập áo dài mới "gây được sự độc lạ" có chất liệu từ nhung the và lấy cảm từ cờ hội. Dáng áo dài cổ được được phối cùng quần jean hiện đại và được gia đình ca sĩ Đoan Trang mặc. Tháng 10 năm đó, ông cùng hoa hậu Ngọc Hân tham dự sự kiện của Đại sứ quán Ấn Độ tại Việt Nam.
Đức Hùng đã thiết kế trang phục cho chương trình "Táo quân" 10 năm liên tiếp và đã góp phần tạo ra một thương hiệu về mặt hình ảnh cho chương trình này. Sau nhiều năm thiết kế trang phục, Đức Hùng tiếp tục được đạo diễn Đỗ Thanh Hải giao phần trang phục cho "Gặp nhau cuối năm 2020". Trang phục của chương trình năm này có sự pha trộn của dân gian và hiện đại. Năm 2021, 2022 và 2023, Đức Hùng tiếp tục thiết kế trang phục cho chương trình này.

### Các hoạt động khác
Năm 2012, Đức Hùng nhận lời làm khách mời chương trình "Bước nhảy Hoàn vũ" tuần 7, diễn ra tối ngày 20 tháng 5 tại Cung thể thao Quần Ngựa, Hà Nội. Ông và bạn nhảy chuẩn bị cho điệu Rumba dưới sự hỗ trợ của ca sĩ Minh Quân. Đức Hùng cho biết bản thân đã phải chuẩn bị hàng tháng cho phần trình diễn này. Với phần dàn dựng kỳ công, màn trình diễn của ông và bạn nhảy đã gây được sự đón nhận nồng nhiệt từ khán giả. Trong dịp Tết Nguyên đán năm 2013, Đức Hùng là người tham gia chương trình "Trò chơi âm nhạc" phiên bản mới số đặc biệt, là một dịp để ông thể hiện lĩnh vực ca hát.
Năm 2014, trong chương trình "Vẻ đẹp tỏa sáng" tổ chức tại Thành phố Hồ Chí Minh, Đức Hùng và người mẫu Thủy Hương đã cùng nhau bàn luận về vẻ đẹp của người phụ nữ Việt Nam. Tháng 10 năm 2015, ông cùng các chuyên gia tham gia một hội thảo của báo Giáo dục & thời đại với nội dung bàn chuyện giới tính trong sinh sản tại Việt Nam trong bối cảnh quốc gia này đang đối mặt với tình trạng mất cân bằng giới tính khi sinh. Năm 2016, Đức Hùng tham gia chương trình "My Playlist" nhằm kể lại những kỷ niệm trong suốt hơn 20 sự nghiệp nghệ thuật của ông. Việc xuất hiện với tư cách là ban giám khảo trong chương trình "Gương mặt thương hiệu" mùa 2 của Đức Hùng cũng gây nên sự bất ngờ từ công chúng.
Tháng 9 năm 2017, Đức Hùng có mặt trong sự kiện văn hóa "Thu Vọng Nguyệt – Ký ức Trung thu" diễn ra tại Hà Nội với chi phí thực hiện lên đến hàng tỷ Đồng. Năm 2018, sau khi đội tuyển bóng đá U-23 Việt Nam bước vào chung kết U23 châu Á, nhiều khán giả, người hâm mộ đã tò mò về đời tư cá nhân của các cầu thủ. Đức Hùng đã lên tiếng kêu gọi ngừng bàn tán về đời tư các cầu thủ này. Đầu năm 2019, Đức Hùng làm người chấm thi sơ khảo khu vực miền Bắc của cuộc thi sắc đẹp "Hoa hậu bản sắc Việt toàn cầu". Tháng 8 cùng năm, 2 nữ diễn viên được nổi tiếng Việt Nam thường đóng vai mẹ chồng là Lan Hương và Ngân Quỳnh được Đức Hùng thiết kế một bộ sưu tập áo dài đôi. Sau đó vào tháng 10, Đức Hùng là khách mời đặc biệt trong buổi phát hành cuốn tự truyện "Bao giờ là đúng lúc" của Vũ Cẩm Nhung.
Cũng trong khoảng thời gian đầu năm, ông còn tự tay thêu hàng loạt khẩu trang để tặng những nghệ sĩ nổi tiếng trong giới giải trí Việt Nam như Nguyệt Hằng, Ngọc Khuê, Bảo Thanh, Đàm Vĩnh Hưng,... Tháng 3 năm 2021, ông có cuộc trò chuyện với độc giả của một tờ báo về tác động của thời trang tới tinh thần và sức khỏe con người. Sáng ngày 24 tháng 4 năm cùng năm, Đức Hùng và khoảng 2.500 vận động viên khác đã tham gia "Ngày chạy Olympic vì sức khỏe toàn dân" do sở Văn hóa thể thao Hà Nội phối hợp với Báo Hànộimới tổ chức. Cũng trong năm 2022, Đức Hùng tham gia 2 chương trình có tính chất tự sự là "Thanh xuân tươi đẹp" và "Phía sau màn nhung", tất cả đều được phát sóng trên VTV1. Năm 2024, Đức Hùng làm giám khảo của cuộc thi Hoa hậu Quốc gia Việt Nam.

## Đóng phim
Năm 2017, Đức Hùng nhận được một cuộc điện thoại của đạo diễn Khải Anh mời tham gia một vai phụ trong một dự án phim lớn "Người phán xử" của VFC. Đây là vai diễn phim truyền hình đầu tiên ông mà tham gia. Dù là vai diễn đầu tiên nhưng ông đã phải tham gia một phân cảnh bị tra tấn với gương mặt thâm tím, máu chảy khắp mình.

### Phim đã đóng
| Năm  | Tựa Phim                        | Vai diễn                                                    | Đạo diễn                                           | Kênh | Nguồn  |
| ---- | ------------------------------- | ----------------------------------------------------------- | -------------------------------------------------- | ---- | ------ |
| 2017 | Cảnh sát hình sự: Người phán xử | Phú "trọi"                                                  | Nguyễn Khải Anh, Nguyễn Mai Hiền, Nguyễn Danh Dũng | VTV3 | [ 57 ] |
| 2018 | Tình khúc bạch dương            | Giám đốc ngân hàng                                          | Vũ Trường Khoa, Nguyễn Mai Hiền, Nguyễn Đức Hiếu   | VTV1 |        |
| 2019 | Cảnh sát hình sự: Mê cung       | Gia Phú (Phú “trọc”)                                        | Nguyễn Khải Anh, Trần Trọng Khôi                   | VTV3 |        |
| 2020 | Cảnh sát hình sự: Hồ sơ cá sấu  | Đỗ Duy Khánh (Khánh “ma”)                                   | Nguyễn Mai Hiền                                    | VTV3 | [ 1 ]  |
| 2022 | Hành trình công lý              | Luật sư Vỹ                                                  | Nguyễn Mai Hiền                                    | VTV3 |        |
| 2023 | Dưới bóng cây hạnh phúc         | Ông Ninh (Giám đốc Trung tâm Văn hóa Thông tin và Thể thao) | Vũ Trường Khoa                                     | VTV1 |        |
| 2024 | Trạm cứu hộ trái tim            | Ông Kiên                                                    | Vũ Trường Khoa                                     | VTV3 |        |
| 2025 | Cha tôi người ở lại             | Ông Hùng (Bố của Chi)                                       | Vũ Trường Khoa                                     | VTV3 |        |

## Đời tư
Vào năm 16 tuổi, cha của Đức Hùng qua đời. Tới năm 19 tuổi, ông cũng mồ côi mẹ. Cha mẹ để lại cho ông một căn nhà giữa phố cổ Hà Nội. Đức Hùng cho biết bản thân bước vào đời "với đầy cám dỗ" mà không có người chỉ bảo. Bạn bè cùng trang lứa với ông hầu hết đều bị nghiện. Tuy vậy, ông cho rằng mình đã thoát khỏi những cám dỗ "nhờ chữ duyên và điều gì đó".
Năm 2018, chuyên trang Gia đình của báo Sức khỏe và Đời sống tiết lộ Đức Hùng có 2 căn nhà. Ngoài căn nhà đang là cửa hàng ở phố hàng Đậu thì ông còn có một biệt thự ở Gia Lâm, Hà Nội. Tờ báo này cũng cho biết căn biệt thự có diện tích trên 300m2. Bên ngoài của căn nhà có một sân vườn với nhiều không gian trồng cây xanh. Đức Hùng có 2 người con gái.
Đức Hùng tỏ ra là một người yêu thích Tết Nguyên đán, một ngày lễ cổ truyền đầu năm của người dân Việt Nam và các nước Á Đông. Tuy vậy, ông đã từng bày tỏ ghét Tết cho đến khi được người mẹ dạy cách yêu thích ngày lễ cổ truyền này. Cũng trong một cuộc phỏng vấn với báo Dân trí về chủ đề Tết Nguyên đán, kí ức của ông về ngày lễ này thường chỉ hiện ra khi "không thích tiếp xúc với ai, như bị tự kỷ".
Thiết kế cho cháu Trang Anh 1 cái quần.

## Quan điểm và phong cách thời trang
Đức Hùng từng bị bạn bè gán cho biệt danh "Thằng chín quần mười lăm áo", một biệt danh gắn liền tên tuổi của Đức Hùng với thời trang, đồng thời góp phần làm nên sự nổi tiếng của ông. Báo Công an Nhân dân đã từng cho biết trong giới thời trang Việt Nam "Điên không ai điên bằng Đức Hùng nhưng tỉnh cũng không ai tỉnh bằng Đức Hùng" đồng thời cho biết việc ông có niềm yêu thích áo dài một cách "mê mẩn" nhưng không bị cuốn những "kỷ lục", "cách tân" thái quá. Trong cuộc phỏng vấn với báo Tiền phong năm 2010, chính ông đã từng thừa nhận sự "điên" khi thiết kế những sản phẩm thời trang có tính cầu kì mà bản thân không ưng ý. Đức Hùng đã từng bảy tỏ không ủng hộ trang phục áo dài kỷ lục (9 tà áo, mỗi tà dài 100m) mà Hoa hậu Mai Phương Thuý từng mặc. Ông cũng không ngại bày tỏ quan điểm nếu nhà thiết kế Việt Nam đi đạo nhái mẫu thời trang nước ngoài thì hãy tự nhận mình là "thợ may".
Năm 2013, khán giả thường bắt gặp hình ảnh Đức Hùng xuất hiện cùng chiếc áo dài trong một số sự kiện. Sự xuất hiện của ông thu hút được nhiều chú ý, theo báo Hànộimới không chỉ bởi sự nổi tiếng của bản thân mà chính bởi "sự lôi cuốn" và hấp dẫn của chiếc áo dài. Ông cũng cho biết mong muốn bản thân mình là người tiên phong định hướng cho các người nổi tiếng nam trong giới giải trí Việt Nam được diện các mẫu áo dài vào mỗi dịp Tết Nguyên đán. Cuối năm 2013, Đức Hùng cách tân mẫu áo chần bông và tung một bộ sưu tập ảnh với muốn chứng minh rằng mẫu áo chần bông "không chỉ dành cho người già". Năm 2014, với tư cách chuyên gia thiết kế trong "Sao Mai điểm hẹn 2014", Đức Hùng khẳng định những ca sĩ trẻ Việt Nam sẽ không bị ảnh hưởng bởi làn sóng âm nhạc Hàn Quốc khi xây dựng hình ảnh cho mình.
Trong một chương trình truyền hình năm 2016, Đức Hùng kể lại rằng vì ngưỡng mộ nhan sắc của Vi Thị Đông mà khi thiết kế trang phục cho Vi Thị Đông, ông đã dựa vào những mẫu váy quý tộc của phụ nữ châu Âu và nghĩ ra việc làm một chiếc nơ có khổ dài 60 cm cho Vi Thị Đông. Sau này, chiếc nơ Vi Thị Đông cài đã trở thành một hiện tượng thời trang nhất định tại Việt Nam và đưa tên tuổi của Đức Hùng có được sự chú ý của công chúng. Về sau, những người phụ nữ ở Hà Nội khi đi mua nơ ở phố Hàng Bồ vẫn quen gọi là "nơ Vi Thị Đông" từ sự thiết kế của Đức Hùng. Cũng trong năm 2016, trang phục của các nghệ sĩ trong chương trình Táo Quân do Đức Hùng thiết kế đã nhận nhiều được phản hồi tích cực từ khán giả. Trong thời điểm Tết Nguyên đán 2017, mẫu áo dài cách tân diện với váy đụp được ưa chuộng và nhanh chóng trở nên nổi tiếng. Đức Hùng đã bày tỏ sự phản đối một cách kịch liệt khi ông cho rằng đó là sự "lệch lạc" và "quốc phục không phải là thứ muốn sửa chữa thế nào cũng được".

### Nhận định
Đức Hùng được công chúng ghi nhận về tài năng thiết kế của mình. Một tờ báo đã nhận xét ông là nhà thiết kế hàng đầu của giới thời trang tại Việt Nam, đồng thời cho biết Đức Hùng luôn sáng tạo đổi mới nhưng không bị mất đi vẻ truyền thống và hình dáng nguyên bản của tà áo dài Việt Nam. Báo Hànộimới cho biết các thiết kế của Đức Hùng trong đó đặc biệt là áo dài luôn mang đậm chất dân gian truyền thống của Việt Nam.

## Tranh cãi
Đức Hùng là nhà thiết kế trang phục cho các thí sinh chương trình truyền hình "Sao Mai điểm hẹn" trong nhiều năm. Tuy vậy, bộ trang phục của Ngọc Minh trong "Sao Mai điểm hẹn" năm 2008 đã bị chê là "phản cảm".